# Puente de Pelješac
El puente de Pelješac o de Sabbioncello (en croata Pelješki most) es una infraestructura que conecta la península de Pelješac y Dubrovnik al resto de Croacia, evitando el paso por Bosnia y Herzegovina. Su construcción comenzó el 30 de julio de 2018 y el puente fue unido a tierra el 30 de julio de 2021, y se inauguró el 26 de julio de 2022.

## Historia y construcción

Península de Pelješac y el puerto bosnio de Neum, que separa Croacia en dos.

La región de Dubrovnik está separada del resto de Croacia por la franja costera de Neum, única salida al mar de Bosnia y Herzegovina. Para pasar de una parte a otra de Croacia, era necesario transitar a través de Bosnia, por la ciudad portuaria de Neum, o coger un transbordador entre las ciudades croatas de Trappano y Porto Tolero. El proyecto del puente pretendía unir la región de Duvrovnik del resto de Croacia sin pasar por el corredor bosnio de Neum.
El proyecto comenzó en 2007 por parte de las autoridades croatas, pero se interrumpió en 2012 a causa de la crisis económica. En 2015, el primer ministro croata Zoran Milanović anunció que el proyecto había sido relanzado. En cambio, el proyecto fue rechazado por las autoridades bosnias desde un principio, pues temían que el puente dificultara o impidiera el paso de barcos de gran tonelaje al puerto de Neum. Este argumento fue rechazado por el gobierno croata, que garantizó que las características técnicas del puente posibilitarían el pasaje de cualquier barco. El gobierno bosnio afirmó, en una posición coherente, que la construcción del puente necesitaba previamente de un acuerdo bilateral entre las partes. En septiembre de 2017, Bosnia y Herzegovina remitió una carta a la Comisión Europea dando cuenta de su oposición.
En junio de 2017, a pesar de las polémicas, la Comisión Europea anunció que financiaría el 85 % de su costo, es decir, 357 000 000 (trescientos cincuenta y siete millones) sobre un total de 420 000 000 (cuatrocientos veinte millones) de euros. En enero de 2018, el presidente croata Kolinda Grabar-Kitarović afirmó que el puente era de gran importancia para Croacia y no iba dirigido contra los intereses de Bosnia y Herzegovina.
El contrato para la construcción del puente fue firmado en abril de 2018 entre el gobierno croata y el consorcio chino China Road and Bridge Corporation; en el proyecto trabajan 200 obreros, de los cuales 150 son chinos y 50 croatas. En agosto del mismo año, el primer ministro de Bosnia, Denis Zvizdić, había pedido parar el proyecto y solucionar antes la disputa de fronteras entre los dos países.

## El puente: datos
Distancia entre Dubrovnik y Porto Tolero:
| Antes (vía Neum) | Antes (vía transbordador + calle) | Puente de Pelješac |
| ---------------- | --------------------------------- | ------------------ |
| 100 km           | 123 km                            | 105 km             |